# Rhododendron tschonoskii
Espèce
Classification phylogénétique
Rhododendron tschonoskii est une espèce de plantes à fleurs de la famille des Ericaceae. C'est un arbuste originaire du Japon et de Corée du Sud.

## Nom vernaculaire
- Kometsutsuji, Japon

## Dénomination
L'arbuste Rhododendron albrechtii a été décrit pour la première fois par le botaniste Carl Maximowicz en 1870.

## Synonymie
- Azalea tschonoskii (Maxim.) Kuntze
- Rhododendron tetramerum (Makino) Nakai
- Rhododendron tschonoskii var. tetramerum Makino

## Variétés
- Rhododendron tschonoskii var. trinerve
- Rhododendron tschonoskii var. tschonoskii